# Ольшина-Дольна
Ольшина-Дольна (пол. Olszyna Dolna) — село в Польщі, у гміні Ольшина Любанського повіту Нижньосілезького воєводства.
Населення — 281 особа (2011).

## Демографія
Демографічна структура станом на 31 березня 2011 року:
|          | Загалом | Допрацездатний вік | Працездатний вік | Постпрацездатний вік |
| -------- | ------- | ------------------ | ---------------- | -------------------- |
| Чоловіки | 148     | 39                 | 99               | 10                   |
| Жінки    | 133     | 30                 | 80               | 23                   |
| Разом    | 281     | 69                 | 179              | 33                   |